# Dobby
Dobby je imaginaran lik iz serije romana o Harryju Potteru spisateljice J. K. Rowling. Dobby je kućni vilenjak koji je, za razliku od ostalih vilenjaka, želio biti oslobođen. Bio je prisiljen čuvati mnoge mračne tajne dok je pripadao obitelji Malfoy. O sebi govori (kao i ostali vilenjaci) u trećem licu, na primjer: "Dobby ima vašu sovu, gospodine!" 
Dobby je u filmu Harry Potter i Odaja tajni stvoren uz pomoć računala, a glas mu je posudio Toby Jones. Unatoč tome što se pojavljuje i u trećoj, četvrtoj, šestoj i sedmoj knjizi, Dobby se na filmu do sada pojavio samo u "Odaji tajni" i "Darovima Smrti"

## Uloga u knjigama
Dobby se prvi put pojavio u Harryju Potteru i Odaji tajni gdje je bio glavni lik u priči. Služio je obitelji Malfoy i tadašnjoj glavi obitelji Luciusu Malfoyu. Znao je za Malfoyeve planove o ponovnom otvaranju Odaje tajni uz pomoć dnevnika Toma Riddlea (poznatog i kao Lord Voldemort) mjesecima prije tih događaja. Kao pokušaj da obeshrabri i spriječi Harryja Pottera da se vrati u Hogwarts, Dobby je počeo presretati pisma koja su Harryju slali njegovi prijatelji. Dobby se kasnije iskrao iz svog doma da bi upozorio Harryja na opasnost koja mu prijeti ako se vrati u školu. Morao se kazniti zato što je upozorio Harryja. Kad su Dobbyjevi pokušaji da uvjeri Harryja propali, bacio je veliku tortu na goste Vernona Dursleya uz pomoć magije kako bi Harryja izbacili iz škole zato što se bavio magijom izvan Hogwartsa. Vernon je tada kaznio Harryja stavljajući mu rešetke na prozor da bi ga spriječio da se vrati u školu (sve što su Dursleyjevi vidjeli je bio Harry kako magijom drži tortu u zraku). Ta bi kazna možda i bila učinkovita, ali Ron, Fred i George Weasley spasili su Harryja uz pomoć letećeg Forda Anglie njihovog oca.
Dobby je kasnije pokušao zadržati Harryja podalje od Hogwartsa magično zatvorivši skriveni ulaz na peron 9¾, ali Harry i Ron ipak su došli u Hogwarts koristeći leteći automobil Ronova oca zbog čega su zamalo izbačeni iz škole. Tijekom jedne metlobojske utakmice između Gryffindora i Slytherina, Dobby je začarao jedan maljac koji je počeo proganjati Harryja i uspio mu slomiti ruku. Harryju je ruku pokušao zaliječiti Gilderoy Lockhart, ali su mu sve kosti u ruci nestale. Harry je proveo cijelu noć u bolničkom krilu kako bi mu kosti ponovno narasle. Tamo je Harry vidio skamenjenog Colina Creeveyja, a posjetio ga je i Dobby. Kad je Harry, nakon povratka iz Odaje tajni, saznao da je Dobbyjev gospodar Lucius Malfoy, odlučio je pomoći Dobbyju i oslobodio ga je prevarivši Malfoya. Zahvalni Dobby od tada pomaže Harryju na sve moguće načine.
Dobby je od tada od svojih poslodavaca zahtijevao da mu se plati za njegove usluge pa je zato teško pronalazio posao. Kasnije je dobio posao u kuhinjama u Hogwartsu i postao je jedini plaćeni kućni vilenjak u osoblju. Otkad je Dobby počeo raditi u Hogwartsu, nekoliko je puta pomogao Harryju. U Harryju Potteru i Plamenom peharu Dobby je pomogao Harryju na drugom zadatku Tromagijskog turnira, a u Harryju Potteru i Redu feniksa pokazao mu je skrivenu Sobu potrebe koju je Harry koristio za sastanke Dumbledoreove Armije. Dobby je bio i jedini kućni vilenjak koji je čistio gryffindorsku kulu otkad je Hermiona Granger započela s pokušajima oslobađanja kućnih vilenjaka. Na kraju pomogne Harryju, Ronu, Luni, Deanu Thomasu, Ollivanderu i goblinu da pobjegnu iz kuće Malfoyevih, ali ga Bellatrix Lestrange ubije bodežom u Harryji Potteru i darovima smrti.